# Georg Wilhelm Pabst
Georg Wilhelm Pabst (Raudnitz, Bohemia, hoy República Checa, 25 de agosto de 1885-Viena, 26 de mayo de 1967) fue un director de cine austríaco, que trabajó en Alemania y luego en el extranjero (Francia, EE.  UU.). Es una de las figuras más importantes del primer cine alemán; un leve expresionismo estuvo presente en su obra pese a su marcado realismo, que era efecto de su experiencia teatral, de sus ideas y de la llamada "nueva objetividad". 

## Trayectoria

### Primeros pasos
Georg Wilhelm Pabst, hijo de un funcionario del ferrocarril, no quiso estudiar ingeniería (lo que le proponía su padre), y se orientó pronto hacia el más campo de la interpretación en una modesta compañía teatral. De hecho, sus inicios artísticos tuvieron lugar como aprendiz y luego actor en un teatro de variedades. Pero ya a los dieciocho años participó en montajes tanto por Austria y Suiza como por Alemania, donde acabaría afincándose. 
Antes de ello, a los veinticinco años, emigró a los Estados Unidos, e ingresó en la Compañía del Teatro Popular Alemán de Nueva York en 1910. Allí trabajó un tiempo como actor y como ayudante de dirección escénica. Como la colonia alemana de Nueva York era muy nutrida, la compañía representaba obras en lengua germana, y Pabst consiguió cierta reputación ya como director de escena. Es más, fue enviado a Alemania en 1914 para contratar actores, pero a su paso por París le sorprendió la declaración de la Primera Guerra Mundial, y fue internado en un campo durante cuatro años. Fue una expertiencia dura, pero al mismo tiempo, en 1917, organizó representaciones escénicas con sus compañeros en el campo de concentración donde se hallaban. 
Terminado el conflicto mundial, Pabst se dedicó al periodismo, y dirigió el "Neuer Wiener Theater", de Viena, especializándose en el teatro de cámara (o "Kammerspiel"). 

### El director de cine
Va a ser en 1920 cuando se inicie en la realización cinematográfica, con pocos medios y con montajes intimistas; ya en 1921 fundó en Berlín una productora, con su amigo Carl Froelich, y rodó dos años después Der Schatz (El tesoro), historia de calidad mediana sobre la busca de un tesoro, con decorados medievales.
Pabst obtuvo el primer éxito cinematográfico en 1925 al dirigir a Greta Garbo en el filme con el que se dio a conocer, Bajo la máscara del placer (Die Freudlose Gasse). El nuevo realismo suyo apareció con este brillante contraste entre vidas de lujo y miseria en una Viena inflacionista tras la guerra, incluyendo un toque sexual que en el que luego ahondaría. Este melodrama social fue prohibido en Inglaterra, y circuló con mutilaciones y otras censuras por Italia, Francia, Austria o la Unión Soviética (que convirtió al oficial americano en un doctor).
Su talento se reafirmó al año siguiente con Geheimnisse einer Seele (Misterios de un alma, 1926), con el tema psicológico sobre la sexualidad, apoyado en las teorías de Freud, directamente con dos de sus colaboradores, Karl Abraham y Hans Sachs. Analiza un caso de impotencia, por lo que padeció censura de nuevo. Como también sucedió con la siguiente, El amor de Jeanne Ney, de 1927, donde adaptaba una novela de Ilya Ehrenburg, que amalgama el vigor realista y la pasión amorosa entre una chica francesa y un revolucionario ruso.
En 1928, Pabst fundó la "Asociación Popular de Cine-Arte" ("Volksverband für Filmkunst"), junto con Heinrich Mann, Karl Freund y Erwin Piscator. La Asociación distinguía las ideas progresistas, que propugnaba como verdaderas rectoras, de la hojarasca revolucionaria del momento;sí que  organizó a escala nacional grupos de aficionados al cine.
En ese año inició tres películas importantes en un famoso ciclo femenino. Por el mal camino o Crisis (1928), se centra en una mujer ociosa de la burguesía que, hastiada de su vida matrimonial, se lanza al libertinaje. Luego rodó una impresionante La caja de Pandora (1929), que se basaba en la biografía de la Lulú de Frank Wedekind (personaje que funde sus piezas Der Erdgeist, Die Büchste der Pandora); fue protagonizada por una extraordinaria y turbadora Louise Brooks, que llevaba al máximo el pansexualismo de esa mujer, que ha de huir de Alemania y será finalmente víctima en Londres de Jack el Destripador. Además, en este mismo año, rodó Tagebuch einer Verlorenen, traducida como Tres páginas de un diario; era una versión del Diario de una perdida de Margarette Bohne (como indica literalmente su título alemán); trabajaba en ella de nuevo la gran actriz de origen estadounidense Louise Brooks, atractiva y desagarrada, que saltó de la comedia musical a los primeros puestos dramáticos; esta vez narraba el hundimiento hasta el burdel de la hija de un farmacéutico, que se había visto seducida. Estos tres filmes se conocen como la "trilogía erótica" de Pabst.

### Cine sonoro
Pabst fue un auténtico creador y dejó otras obras maestras ya en el tiempo de cambios técnicos en el cine, entre ellas Carbón (1930), film social sobre la tragedia de unos obreros que trabajan en una mina; Cuatro de infantería (1930), cinta antibelicista que trata sobre los horrores de la Primera Guerra Mundial.  
Destaca ya en esta nueva etapa sonora La ópera de los tres centavos, film musical basado en la obra homónima de Bertolt Brecht. Por su parte La ópera de los tres centavos, editada en España como La comedia de la vida, se apartaba radicalmente de la opereta de la época como magnífica puesta en escena del texto brechtiano y con la música de Kurt Weill. La película fue prohibida por la Alemania nazi, y sólo se levantó la prohibición en los años 50 (al tiempo que Lotte Lenya, la viuda de Weill, protagonizaba una representación sonada de esa obra en Nueva York). Pabst rodó Die Dreigroschenoper, en alemán, al tiempo que L'opera de quat'sous, en versión francesa, en la que participó Antonin Artaud.
Pabst hizo una importante versión coral de Don Quijote (1933), deudora de la estética flamenca; rodó con dificultad tres versiones: alemana, inglesa y francesa. La primera desapareció, la segunda está mal conservada, y la francesa es de buena calidad. El protagonista fue Feodor Chaliapin, la adaptación la hizo el novelista Paul Morand y la música, Jacques Ibert. Por otro lado hizo La Atlántida, de 1932, que es una incursión fantástica.
Luego realizó, en un tono menor y dentro de la Alemania nazi, por compormiso, Los comediantes (1941), y Paracelso (1943), cuya moral socialdemócrata incomodó al régimen (aunque le presentaban como muestra de las presuntas libertades en la Alemania del momento); por todo ello salió de allí.  
En 1948, Pabst obtuvo el Premio de la Bienal de Venecia con su film austríaco Der Prozess, adaptación de la novela de Franz Kafka, El proceso, y rodó La voz del silencio, en Italia, en 1953. 
En 1955 hizo su último film, no muy brillante, Es geschah am 20. Juli, sobre la conspiración fallida contra Hitler.

### Balance
El nombre de este realizador austriaco va unido a la época gloriosa del cine alemán, cuando todavía eran más expresivas las imágenes que las palabras. Para caracterizarlo, Lotte H. Eisner habla, en su libro La pantalla demoníaca, de los comienzos expresionistas de un director de escena 'realista': Pabst. 
Algunas de sus películas son modélicas, como Bajo la máscara del placer, Misterios de un alma, La caja de Pandora o Diario de una perdida, así como La ópera de los tres centavos. Corresponden a su gran fase creadora, espoleada por su matrimonio con Gertrude Hennings, persona muy bien formada, que fue la de los años veinte y treinta. Con su pericia técnica incomparable, Pabst dio un conjunto de imágenes cautivadoras ya aisladamente, a menudo impresionantes por su fuerza, con lo que hizo que la potencia del cine mudo destacase imborrablemente hasta hoy. Por supuesto, el encadenamiento de las secuencias experimentará un empuje en la etapa siguiente, pero ya muchas de sus escenas, despojadas de gestos superfluos, tienen una gran modernidad.
Como fue sensible a los influjos culturales del momento histórico que vivió, y dado su genio singular, Pabst se convirtió en uno de los realizadores más avanzados del mundo cinematográfico alemán. De hecho, Pabst se interesó por temas intelectuales de su tiempo, lo que le valió el aplauso de los medios culturales; pero eso hizo que su obra haya ido devaluándose en el transcurso del tiempo. 
La cuidadosa tarea de restauración, lanzada por la alemana Fundación Murnau (pero unida a un esfuerzo internacional, que agrupa a daneses, belgas, franceses, italianos o uruguayos), ha logrado que en el siglo XXI pueda revalorizarse a ese director vigoroso y básico en la cinematografía mundial.

## Filmografía
- 1923: Der Schatz (El tesoro)
- 1924: Gräfin Donelli (Condesa Donelli)
- 1925: Bajo la máscara del placer (Die Freudlose Gasse)
- 1926: Geheimnisse einer Seele (Misterios de un alma)
- 1926: Man spielt nicht mit der Liebe (No se juega con el amor)
- 1927: Die Liebe der Jeanne Ney (El amor de Jeanne Ney)
- 1928: Abwege (Por mal camino o Crisis)
- 1929: Büchse der Pandora (La caja de Pandora), según Lulú de Wedekind.
- 1929: Tagebuch einer Verlorenen (Tres páginas de un diario)
- 1929: Die weiße Hölle vom Piz Palü (dirigida con Arnold Fanck)
- 1930: Westfront 1918 (Frente oeste, 1918)
- 1930: Skandal um Eva (Escándalo sobre Eva)
- 1931: Kameradschaft (Carbón / Camaradería)
- 1931: Die Dreigroschenoper (La ópera de los tres centavos); al mismo tiempo hizo una versión francesa.
- 1932: Die Herrin von Atlantis (La Atlántida)
- 1933: Don Quichotte (Don Quijote), al mismo tiempo se rodaron versiones inglesa y francesa.
- 1934: A Modern Hero (Un héroe moderno)
- 1937: Salónica, nido de espías
- 1941: Komödianten (Los comediantes)
- 1943: Paracelsus (Paracelso)
- 1945: Der Fall Molander (según la novela Die Sternengeige, de Alfred Karrasch)
- 1948: Der Prozeß (El proceso)
- 1953: La voce del silenzio (La voz del silencio)
- 1955: Der letzte Akt
- 1955: Es geschah am 20. Juli (Sucedió el 20 de julio)

## Premios y distinciones
Festival Internacional de Cine de Venecia
| Año  | Categoría                                          | Película       | Resultado |
| ---- | -------------------------------------------------- | -------------- | --------- |
| 1939 | Medalla de bronce                                  | La ley sagrada | Ganador   |
| 1941 | Medalla de oro della Biennale a la mejor dirección | Comediantes    | Ganador   |
| 1948 | León de Plata a la mejor dirección                 | El proceso     | Ganador   |